# Херсон (Оренбургская область)
Херсон — посёлок в Гайском районе Оренбургской области.

## Географическое положение
Посёлок расположен на степной местности в 11 километрах восточнее города Гай. Рядом с посёлком протекает ручей. На юге от посёлка расположено заброшенное поселение Шарыпка. В полутора километрах восточнее Херсона расположено озеро Херсон.

## История
Поселение основали переселенцы с Украины. В 1928 году хутор Херсонский вошёл в состав Молокомясосовхоза. В 1939 году численность населения составила 103 человека. К 1970 году поселение было заброшено. С 1990 года посёлок снова стали заселять. 29 октября 1997 года постановлением Законодательного собрания Оренбургской области официально было закреплено образование посёлка Херсон на прежнем месте.

## Население
| 2002 | 2010 |
| ---- | ---- |
| 32   | ↗65  |

## Инфраструктура
На 1 января 2003 года в Херсоне было 16 домов. К посёлку ведёт единственная грунтовая дорога. Проведены газ и телефонная связь. На территории находятся пять действующих водозаборных скважин, два зернохранилища.

## Экономика
На территории посёлка находится агропромкомплекс «Надежда», который имеет 14 тысяч гектаров пахотной земли. В хозяйстве содержится 730 голов крупного рогатого скота, 510 свиней, 83 лошади, оно производит молоко, мясо, зерно.

## Достопримечательности
На территории посёлка расположен храм иконы Божией Матери «Табынской».